# Cornett
Cornett – wieś w Anglii, w hrabstwie Herefordshire. Leży 12 km na północny wschód od miasta Hereford i 186 km na zachód od Londynu.